# Associazione Calcio Napoli 1960-1961
Questa voce raccoglie le informazioni riguardanti l'Associazione Calcio Napoli nelle competizioni ufficiali della stagione 1960-1961.

## Stagione
Nella stagione 1960-1961 il Napoli ha disputato il campionato di Serie A, con 25 punti in classifica è retrocesso in Serie B, lo scudetto per la dodicesima volta è andato alla Juventus che ha vinto il torneo con 49 punti, davanti alle milanesi, secondo il Milan con 45 punti e terzo l'Inter con 44 punti. Con i partenopei sono retrocesse in Serie B il Bari con 29 punti e la Lazio con 18 punti.
Il volto della squadra cambiò radicalmente: lasciarono la squadra, tra gli altri, Beltrandi, Comaschi, Pesaola e Vinicio, mentre furono acquistati l'ala Gratton, i difensori Bodi e Mialich e l'attaccante Pivatelli, oltre al mediano Girardo, che resterà in azzurro per 9 anni, ed all'argentino Tacchi. Riaffidato nuovamente ad Amadei, il Napoli in campionato riuscì a vincere solo 7 partite. Il tecnico romano fu affiancato in corso d'opera da Renato Cesarini in qualità di D.T., ma i due non riuscirono ad arrestare la caduta libera dei partenopei che, accompagnati da Attila Sallustro nelle ultime due partite, chiusero il campionato al 17º posto, retrocedendo in Serie B per la terza volta nella loro storia. Anche in Coppa Italia arriva una immediata eliminazione dei partenopei, entrati al secondo turno sono stati sconfitti in casa dalla Roma (1-2) dopo i tempi supplementari.

## Divise
| Prima divisa | Prima divisa | Seconda divisa | Divisa portiere |

## Organigramma societario
- Presidente: Alfonso Cuomo
- Allenatore: Amedeo Amadei, poi Amedeo Amadei con Renato Cesarini D.T., quindi Attila Sallustro

## Rosa
| N. |                   | Ruolo | Calciatore           |
| -- | ----------------- | ----- | -------------------- |
|    | Italia (bandiera) | P     | Ottavio Bugatti      |
|    | Italia (bandiera) | P     | Pacifico Cuman       |
|    | Italia (bandiera) | D     | Luigi Bodi           |
|    | Italia (bandiera) | D     | Guglielmo Costantini |
|    | Italia (bandiera) | D     | Elia Greco           |
|    | Italia (bandiera) | D     | Giovanni Mialich     |
|    | Italia (bandiera) | D     | Dolo Mistone         |
|    | Italia (bandiera) | D     | Celso Posio          |
|    | Italia (bandiera) | D     | Gianfelice Schiavone |
|    | Italia (bandiera) | C     | Gino Bertucco        |
|    | Italia (bandiera) | C     | Amedeo Gasparini     |

| N. |                      | Ruolo | Calciatore           |
| -- | -------------------- | ----- | -------------------- |
|    | Italia (bandiera)    | C     | Antonio Girardo      |
|    | Italia (bandiera)    | C     | Guido Gratton        |
|    | Italia (bandiera)    | C     | Giorgio Maioli       |
|    | Italia (bandiera)    | A     | Santo Barbato        |
|    | Brasile (bandiera)   | A     | Emanuele Del Vecchio |
|    | Italia (bandiera)    | A     | Beniamino Di Giacomo |
|    | Italia (bandiera)    | A     | Vincenzo Di Mauro    |
|    | Italia (bandiera)    | A     | Gino Pivatelli       |
|    | Italia (bandiera)    | A     | Guido Postiglione    |
|    | Argentina (bandiera) | A     | Juan Carlos Tacchi   |

## Calciomercato
| Acquisti | Acquisti           | Acquisti    | Acquisti   |
| R.       | Nome               | da          | Modalità   |
| -------- | ------------------ | ----------- | ---------- |
| A        | Juan Carlos Tacchi | Alessandria | definitivo |
| A        | Gino Pivatelli     | Bologna     | prestito   |
| C        | Guido Gratton      | Fiorentina  | definitivo |
| C        | Luigi Bodi         | Atalanta    | definitivo |
| C        | Giorgio Maioli     | Verona      | prestito   |
| A        | Santo Barbato      | Crotone     | definitivo |

| Cessioni | Cessioni          | Cessioni    | Cessioni   |
| R.       | Nome              | a           | Modalità   |
| -------- | ----------------- | ----------- | ---------- |
| C        | Rodolfo Beltrandi | Salernitana | definitivo |
| A        | Luís Vinício      | Bologna     | definitivo |
| C        | Bruno Pesaola     | Genoa       | prestito   |

## Risultati

### Serie A

#### Girone di andata
| Arbitro: | Campanati (Milano) |

|                     |           |                                              |
| Conti 44’ Pinti 55’ | Marcatori | 27’ Del Vecchio 35’ Pivatelli 50’ Di Giacomo |

| Arbitro: | Roversi (Bologna) |

|                 |           |           |
| Del Vecchio 10’ | Marcatori | 60’ Cella |

| Arbitro: | Rebuffo (Milano) |

|             |           |            |
| Rozzoni 84’ | Marcatori | 87’ Tacchi |

| Arbitro: | Campanati (Milano) |

|  |           |                        |
|  | Marcatori | 72’ Tacchi 79’ Gratton |

| Arbitro: | Jonni (Macerata) |

|                                              |           |                            |
| Di Giacomo 11’ Del Vecchio 38’ Pivatelli 75’ | Marcatori | 4’ Lojacono 18’ Manfredini |

| Arbitro: | Genel (Trieste) |

|                             |           |                                   |
| Taccola 12’, 80’ Massei 30’ | Marcatori | 9’ (aut.) Catalani 26’ Di Giacomo |

| Arbitro: | Adami (Roma) |

|               |           |  |
| Di Giacomo 5’ | Marcatori |  |

| Genova 20 novembre 1960 8ª giornata | Sampdoria       | 0 – 0 | Napoli | Stadio Luigi Ferraris\| Arbitro: \| Rigato (Mestre) \| |
| Arbitro:                            | Rigato (Mestre) |       |        |                                                        |

| Arbitro: | Bonetto (Torino) |

|            |           |                           |
| Tacchi 89’ | Marcatori | 24’ Vernazza 27’ Altafini |

| Arbitro: | Francescon (Padova) |

|             |           |  |
| Savioni 48’ | Marcatori |  |

| Arbitro: | Babini (Ravenna) |

|           |           |  |
| Greco 89’ | Marcatori |  |

| Napoli 25 dicembre 1960 12ª giornata | Napoli            | 0 – 0 | Atalanta | Stadio San Paolo\| Arbitro: \| Roversi (Bologna) \| |
| Arbitro:                             | Roversi (Bologna) |       |          |                                                     |

| Arbitro: | Rebuffo (Milano) |

|                    |           |             |
| Mialich 48’ (aut.) | Marcatori | 19’ Barbato |

| Arbitro: | Campanati (Milano) |

|  |           |             |
|  | Marcatori | 13’ Morelli |

| Arbitro: | De Marchi (Pordenone) |

|                            |           |                            |
| Mora 9’ (rig.) Charles 63’ | Marcatori | 16’ Postiglione 76’ Tacchi |

| Napoli 22 gennaio 1961 16ª giornata | Napoli           | 0 – 0 | Inter | Stadio San Paolo\| Arbitro: \| Jonni (Macerata) \| |
| Arbitro:                            | Jonni (Macerata) |       |       |                                                    |

| Arbitro: | Rebuffo (Milano) |

|                     |           |  |
| Crippa 74’ Rosa 88’ | Marcatori |  |

#### Girone di ritorno
| Napoli 5 febbraio 1961 18ª giornata | Napoli          | 0 – 0 | Lanerossi Vicenza | Stadio San Paolo\| Arbitro: \| Genel (Trieste) \| |
| Arbitro:                            | Genel (Trieste) |       |                   |                                                   |

| Arbitro: | Campanati (Milano) |

|                |           |  |
| Traspedini 51’ | Marcatori |  |

| Arbitro: | Bonetto (Torino) |

|                            |           |                                                                |
| Del Vecchio 55’ Maioli 68’ | Marcatori | 11’ (rig.) Carradori 23’ Carosi 32’, 52’ Rozzoni 74’ Fumagalli |

| Arbitro: | Grignani (Milano) |

|             |           |                        |
| Gratton 53’ | Marcatori | 23’ Perani 72’ Campana |

| Arbitro: | Gambarotta (Genova) |

|                          |           |  |
| Lojacono 48’ Pestrin 79’ | Marcatori |  |

| Arbitro: | Di Tonno (Lecce) |

|  |           |                          |
|  | Marcatori | 60’ Massei 71’ Carpanesi |

| Firenze 19 marzo 1961 24ª giornata | Fiorentina     | 0 – 0 | Napoli | Stadio Comunale\| Arbitro: \| Cariani (Roma) \| |
| Arbitro:                           | Cariani (Roma) |       |        |                                                 |

| Arbitro: | Angelini (Firenze) |

|                      |           |  |
| Pivatelli 14’ (rig.) | Marcatori |  |

| Arbitro: | Lo Bello (Siracusa) |

|                               |           |                       |
| Vernazza 16’ David 32’ (rig.) | Marcatori | 68’ (aut.) Trapattoni |

| Arbitro: | Rigato (Mestre) |

|                                        |           |           |
| Tacchi 41’ Di Mauro 57’ Di Giacomo 77’ | Marcatori | 56’ Gotti |

| Arbitro: | Jonni (Macerata) |

|              |           |  |
| Catalano 43’ | Marcatori |  |

| Arbitro: | Gambarotta (Genova) |

|             |           |             |
| Longoni 29’ | Marcatori | 38’ Barbato |

| Arbitro: | Adami (Roma) |

|                            |           |                  |
| Di Giacomo 37’ Mistone 55’ | Marcatori | 21’, 44’ Bettini |

| Arbitro: | Roversi (Bologna) |

|            |           |  |
| Prenna 41’ | Marcatori |  |

| Arbitro: | Rigato (Mestre) |

|  |           |                                    |
|  | Marcatori | 11’, 45’, 47’ Sivori 32’ Boniperti |

| Arbitro: | Jonni (Macerata) |

|                                    |           |  |
| Facchetti 44’ Corso 69’ Bolchi 88’ | Marcatori |  |

| Arbitro: | Angelini (Firenze) |

|              |           |                      |
| Di Mauro 86’ | Marcatori | 36’ Crippa 81’ Bacci |

### Coppa Italia
| Arbitro: | Angelini (Firenze) |

|            |           |                               |
| Tacchi 36’ | Marcatori | 37’ (aut.) Posio 93’ Lojacono |

## Statistiche

### Statistiche di squadra
| Competizione | Punti | In casa | In casa | In casa | In casa | In casa | In casa | In trasferta | In trasferta | In trasferta | In trasferta | In trasferta | In trasferta | Totale | Totale | Totale | Totale | Totale | Totale | DR  |
| Competizione | Punti | G       | V       | N       | P       | Gf      | Gs      | G            | V            | N            | P            | Gf           | Gs           | G      | V      | N      | P      | Gf     | Gs     | DR  |
| ------------ | ----- | ------- | ------- | ------- | ------- | ------- | ------- | ------------ | ------------ | ------------ | ------------ | ------------ | ------------ | ------ | ------ | ------ | ------ | ------ | ------ | --- |
| Serie A      | 25    | 17      | 5       | 5       | 7       | 17      | 24      | 17           | 2            | 6            | 9            | 13           | 23           | 34     | 7      | 11     | 16     | 30     | 47     | -17 |

### Statistiche dei giocatori
| Giocatore      | Serie A  | Serie A | Coppa Italia | Coppa Italia | Totale   | Totale |
| Giocatore      | Presenze | Reti    | Presenze     | Reti         | Presenze | Reti   |
| -------------- | -------- | ------- | ------------ | ------------ | -------- | ------ |
| S. Barbato     | 11       | 2       | 0            | 0            | 11       | 2      |
| G. Bertucco    | 11       | 0       | 0            | 0            | 11       | 0      |
| L. Bodi        | 24       | 0       | 1            | 0            | 25       | 0      |
| O. Bugatti     | 34       | -47     | 1            | -2           | 35       | -49    |
| G. Costantini  | 5        | 0       | 0            | 0            | 5        | 0      |
| E. Del Vecchio | 16       | 4       | 1            | 0            | 17       | 4      |
| B. Di Giacomo  | 32       | 6       | 1            | 0            | 33       | 6      |
| V. Di Mauro    | 4        | 2       | 0            | 0            | 4        | 2      |
| A. Girardo     | 24       | 0       | 0            | 0            | 24       | 0      |
| G. Gratton     | 18       | 2       | 1            | 0            | 19       | 2      |
| E. Greco       | 27       | 1       | 1            | 0            | 28       | 1      |
| G. Maioli      | 9        | 1       | 0            | 0            | 9        | 1      |
| G. Mialich     | 28       | 0       | 1            | 0            | 29       | 0      |
| D. Mistone     | 26       | 1       | 0            | 0            | 26       | 1      |
| G. Pivatelli   | 21       | 3       | 1            | 0            | 22       | 3      |
| C. Posio       | 26       | 0       | 1            | 0            | 27       | 0      |
| G. Postiglione | 11       | 1       | 0            | 0            | 11       | 1      |
| G. Schiavone   | 17       | 0       | 1            | 0            | 18       | 0      |
| J.C. Tacchi    | 30       | 5       | 1            | 1            | 31       | 6      |